# René Oosterhof
René Oosterhof (* 1. Mai 1990 in Zwolle) ist ein niederländischer Fußballspieler. Der Torhüter spielt seit 2010 in der niederländischen Eredivisie beim SC Heerenveen.

## Karriere
René Oosterhof begann seine Fußballkarriere zunächst beim unterklassigen Be Quick ’28 Zwolle, bevor er im Alter von 11 Jahren zum FC Zwolle kam. Seinen ersten Profivertrag unterschrieb der großgewachsene Torwart ebenfalls beim Verein aus der Provinz Overijssel. Sein Debüt in der Zweiten Niederländischen Liga gab er in der Saison 2009/10 gegen die Go Ahead Eagles.
Am 15. Juni 2010 unterzeichnete Oosterhof einen Kontrakt beim Erstligisten SC Heerenveen bis 2013. Beim SC Heerenveen konkurriert er um den Stammplatz im Tor gegen Kenny Steppe, Brian Vandenbussche und Diederik Bangma. Bisher kam er unter Trainer Ron Jans, der ebenfalls in Zwolle geboren ist, zu keinem Einsatz. Bei den Friesen trägt er die Trikotnummer 26.